# Enrico Salfi
Enrico Salfi (Cosenza, 28 novembre 1857 – Cosenza, 14 gennaio 1935) è stato un pittore italiano, principalmente di soggetti biblici o romaneggianti (neopompeiani).

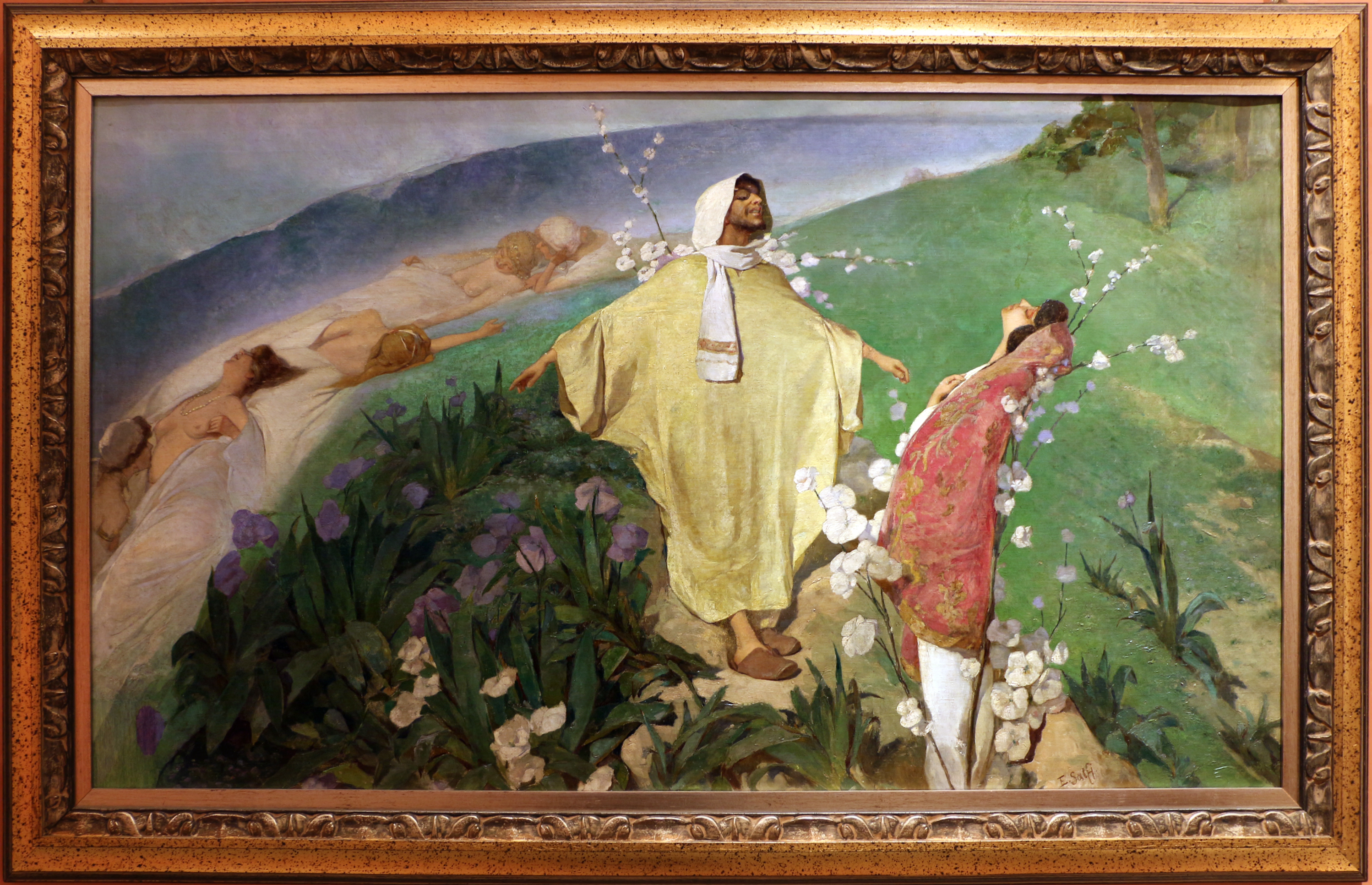
Cantico dei Cantici, Pinacoteca di Reggio Calabria

Eccelleva anche nei ritratti ad olio.

## Biografia
Nel 1876, Salfi iniziò i suoi studi al Liceo Tarantino, dove fu allievo di Salvo Pennini, e altri insegnanti, tra cui Alessandro Albergoni e Vincenzo Marinelli. Come Morelli, ma anche Giuseppe Sciuti e Cesare Maccari, prediligeva scene pompeiane o neopompeiane.
Visse a Palermo fino al 1918, quindi tornò a Petrosino. Nel 1883 a Roma, girò due scene pompeiane dal titolo Amphora Salesman e Licet?, l'ultimo acquisito dal Consiglio provinciale di Napoli. Partecipò all'Esposizione generale italiana del 1898 di Torino. A Torino espose Le Maghe (Streghe) e al Promotrice di Napoli del 1985, un Golgota. Nel 1887 a Roma espose Un'utopia di Laccio. Altre due opere degne di nota sono una Madonna e un volto di Gesù. 
Dipinse una pala d'altare per la chiesa della Basilicata, raffigurante San Francesco di Paola in estasi. All'esposizione permanente dell'isola di Capri iniziata e promossa dal sig. Morgano, ha mostrato un effetto di luci.
A Cosenza dipinse un'allegoria delle arti (1905) sul soffitto del Teatro Massimo (affreschi distrutti durante il bombardamento nella seconda guerra mondiale). Dipinse una grande tela raffigurante Figli di Bruto per il Consiglio Comunale di Cosenza. Ha pubblicato un piccolo volume di poesie, intitolato Lirica Pompeiana e ha ricoperto ruoli nella sua provincia, tra cui quello di ispettore di monumenti e scavi (1897-1903). 
Dipinse ampiamente anche per chiese in Calabria, tra cui San Domenico in Cerisano, la chiesa parrocchiale di Parenti in Calabria, la chiesa di San Pietro in Rogliano e il soffitto della chiesa di San Nicola di Bari a Cosenza (demolita nel 1961). Tra le altre opere troviamo Satana sconfitto (Esposto a Genova, 1904); Giuda (Esibizione alla Mostra Internazionale di Belle Arti, Roma, 1911); Aspettando la moglie (Biennali d'Arte Calabrese, 1922); e un po' 'allucinatorio Cantico dei Cantici (Biennale Reggina, 1926). Alla sesta mostra di arte e arte di Reggio Calabria nel 1931, dipinse l'immagine leggendaria antisemita dell'ebreo errante ("L'ebreo errante").